# Centro de Pesquisa e Documentação de História Contemporânea do Brasil
O Centro de Pesquisa e Documentação de História Contemporânea do Brasil (CPDOC) é uma instituição de pesquisa e ensino superior brasileira que conta com um banco de dados de documentação e arquivos pessoais sobre história contemporânea do Brasil. O CPDOC é vinculado à Fundação Getúlio Vargas (FGV) e atua com pesquisa multidisciplinar nas áreas de Ciências Sociais, Ciência Política, Relações Internacionais e História.

## História
Foi criado em 1973 com sede na cidade do Rio de Janeiro. Em 1988, o Centro de Pesquisa e Documentação de História Contemporânea do Brasil (CPDOC) criou a Revista Estudos Históricos, avaliada A1 pelo critério Qualis. No ano de 2009, foi lançada a Revista Mosaico, com foco acadêmico nas ciências sociais.
Além do Programa de Pós-Graduação em História, Política e Bens Culturais (PPHPBC), ativado em 2003, a instituição oferece Mestrado Profissional em Bens Culturais e formações lato sensu, como Master of Business Administration (MBA) em Relações Internacionais. Também foi aberto um curso de graduação em Ciências Sociais.
O CPDOC conta com pesquisadores como Oliver Stuenkel, Matias Spektor, Jairo Nicolau e Elena Lazarou.

## Acervo
O acervo é estimado em mais de 2 milhões de documentos e é composto por manuscritos, impressos, fotos, discos, filmes e fitas, e utiliza a base de dados Accessus.. Por meio do Programa de Arquivos Pessoais (PAP), tem desenvolvido atividades para difundir acervos de mulheres, como Alba Zaluar, Almerinda Farias Gama, Alzira Vargas do Amaral Peixoto, Yvone Maggie, entre outras.